# Lucas Castro
Lucas Nahuel Castro (* 9. April 1989 in La Plata) ist ein argentinischer Fußballspieler.

## Karriere

### In Argentinien
Castro wurde in der Jugend von Gimnasia La Plata ausgebildet und 2008 in den Profikader aufgenommen, wo er sein Debüt gegen den CA River Plate gab. Am 10. Oktober 2008 erzielte er sein erstes Tor als Profi gegen Rosario Central. Nach 68 Einsätzen und sechs Toren wechselte er 2011 zu Racing Club, hier wurde Castro zumeist auf der linken Flügelseite eingesetzt, Teamkollege Mauro Camoranesi hingegen spielte auf der rechten Seite. Nach einer Saison mit 26 Einsätzen und fünf Toren wechselte Castro am 20. Juli 2012 für die Summe von 2,5 Millionen Euro nach Italien zu Calcio Catania und unterschrieb dort einen Fünf-Jahres-Vertrag.

### In Italien
In Catania spielte Castro drei Jahre lang und kam hier regelmäßig zum Einsatz, auch wenn er zu keinem Zeitpunkt fester Stammspieler war. Zudem erwies sich Castro als flexibler Fußballer und spielte auf nahezu allen offensiven Position.
2016 verpflichtete ihn Chievo Verona, sein Debüt gab er gleich am ersten Spieltag der Saison 2015/16 bei einer Begegnung gegen den FC Empoli, welches mit einem 3:1-Sieg endete. Am 4. Spieltag der Saison 2016/17 erzielte Castro bei einem 2:1-Sieg gegen Udinese Calcio einen Treffer selbst und bereitete ein weiteres Tor vor. Spielte Castro in seiner Zeit bei Catania noch auf verschiedenen Positionen, lässt Chievos Trainer Rolando Maran ihn häufig auf der Position des Zentralen Mittelfelds agieren.